# Pirəbədil
Pirəbədil è un comune dell'Azerbaigian situato nel distretto di Şabran.